# ریپلی (اکلاهما)
ریپلی(به انگلیسی: Ripley) شهری در ایالت اکلاهما کشور ایالات متحده آمریکا است که جمعیت آن در سرشماری سال ۲۰۱۰ میلادی، ۴۰۳ نفر بوده‌است.